# مولندو، آنگولا
مولندو (به انگلیسی: Mulondo) شهری در استان هوییلا واقع در کشور آنگولا است که در سال ۲۰۰۹ میلادی ۵٬۰۶۵ نفر جمعیت داشته است.